# Приворотська сільська рада (Кам'янець-Подільський район)
Приворо́тська сільська́ ра́да — адміністративно-територіальна одиниця та орган місцевого самоврядування в Кам'янець-Подільському районі Хмельницької області. Адміністративний центр — село Привороття.

## Загальні відомості
Приворотська сільська рада утворена в 1923 році.
- Територія ради: 31 км²
- Населення ради: 1 539 осіб (станом на 2001 рік)

## Населені пункти
Сільській раді підпорядковані населені пункти:
- с. Привороття
- с. Адамівка
- с. Добровілля
- с. Кізя

## Склад ради
Рада складається з 20 депутатів та голови.
- Голова ради: Вусата Лариса Миколаївна

### Керівний склад попередніх скликань
| Прізвище, ім'я, по батькові | Основні відомості                                                 | Дата обрання | Дата звільнення |
| --------------------------- | ----------------------------------------------------------------- | ------------ | --------------- |
| Слободян Іван Михайлович    | Сільський голова, 1948 року народження, безпартійний              | 26.03.2006   | 21.10.2009      |
| Вусата Лариса Миколаївна    | Сільський голова, 1971 року народження, освіта вища, позапартійна | 20.06.2010   | 31.10.2010      |
| Вусата Лариса Миколаївна    | Сільський голова, 1971 року народження, освіта вища, позапартійна | 31.10.2010   |                 |

Примітка: таблиця складена за даними сайту Верховної Ради України

### Депутати
За результатами місцевих виборів 2010 року депутатами ради стали:

#### За суб'єктами висування
| Суб'єкт висування                                       | Кількість обраних депутатів | %  |
| ------------------------------------------------------- | --------------------------- | -- |
| Народна партія                                          | 19                          | 95 |
| Політична партія Всеукраїнське об'єднання «Батьківщина» | 1                           | 5  |

#### За округами
| № округу                                                | Прізвище, ім'я, по батькові    | Дата визнання обраним | Освіта  | Партійна приналежність | Відомості про обраного депутата                                  |
| ------------------------------------------------------- | ------------------------------ | --------------------- | ------- | ---------------------- | ---------------------------------------------------------------- |
| Народна Партія                                          |                                |                       |         |                        |                                                                  |
| 1                                                       | Кушик Алла Вікторівна          | 05.11.2010            | середня | позапартійна           | ТОВ СП «НІБУЛОН», бухгалтер                                      |
| 2                                                       | Сіроцінський Роман Казимирович | 05.11.2010            | вища    | позапартійний          | приватний підприємець                                            |
| 3                                                       | Цвігайло Олег Іванович         | 05.11.2010            | вища    | позапартійний          | ТОВ СП «НІБУЛОН», ветлікар                                       |
| 4                                                       | Спасюк Катерина Михайлівна     | 05.11.2010            | вища    | позапартійна           | Приворотська сільська рада, секретар                             |
| 5                                                       | Паланичко В'ячеслав Васильович | 05.11.2010            | вища    | позапартійний          | ТОВ СП «НІБУЛОН», заступник директора філії                      |
| 7                                                       | Кінзерський Віктор Євгенович   | 05.11.2010            | вища    | позапартійний          | фельдшерсько-акушерський пункт с. Кізя, фельдшер                 |
| 8                                                       | Ошуркова Валентина Петрівна    | 05.11.2010            | вища    | позапартійна           | Кізянська бібліотека, бібліотекар                                |
| 9                                                       | Боднар Валерій Михайлович      | 05.11.2010            | середня | позапартійний          | тимчасово не працює                                              |
| 10                                                      | Бугера Олег Іванович           | 05.11.2010            | середня | позапартійний          | тимчасово не працює                                              |
| 11                                                      | Благуляк Наталія Петрівна      | 05.11.2010            | вища    | позапартійна           | Кам'янець-Подільський ДНЗ, завідувачка                           |
| 12                                                      | Соломон Людмила Сергіївна      | 05.11.2010            | вища    | позапартійна           | Приворотська загальноосвітня школа І-ІІІ ст., директор школи     |
| 13                                                      | Крузер Ганна Василівна         | 05.11.2010            | вища    | позапартійна           | Приворотська загальноосвітня школа І-ІІІ ст., вчитель біології   |
| 14                                                      | Громик Василь Васильович       | 05.11.2010            | середня | позапартійний          | ТОВ СП «НІБУЛОН», завідувач цегельного заводу                    |
| 15                                                      | Соломон Сергій Михайлович      | 05.11.2010            | вища    | член Народної партії   | Приворотська загальноосвітня школа І-ІІІ ст., вчитель математики |
| 16                                                      | Бедик Світлана Станіславівна   | 05.11.2010            | вища    | позапартійна           | Відпустка по догляду за дитиною                                  |
| 17                                                      | Щукіна Олена Олександрівна     | 05.11.2010            | вища    | позапартійна           | Відділення зв'язку с. Привороття, начальник відділу зв'язку      |
| 18                                                      | Батура Тетяна Олександрівна    | 05.11.2010            | вища    | позапартійна           | Приворотська сілька рада, головний бухгалтер                     |
| 19                                                      | Винниченко Любов Василівна     | 05.11.2010            | вища    | позапартійна           | Будинок культури с. Привороття, художній керівник СБК            |
| 20                                                      | Борзишена Віра Іванівна        | 05.11.2010            | вища    | позапартійна           | пенсіонер                                                        |
| Політична партія Всеукраїнське об'єднання «Батьківщина» |                                |                       |         |                        |                                                                  |
| 6                                                       | Гоншовський Віктор Вікторович  | 05.11.2010            | вища    | позапартійний          | ТОВ СП «НІБУЛОН», різноробочий                                   |